# Reynaldo Bignone

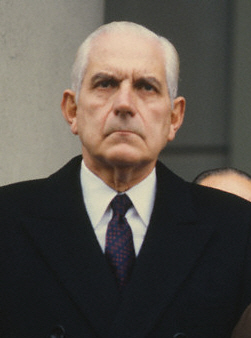
Reynaldo Bignone (1982)

Reynaldo Benito Antonio Bignone Ramayón (* 21. Januar 1928 in Morón, Buenos Aires, Argentinien; † 7. März 2018 in Buenos Aires) war ein argentinischer General. Er war vom 1. Juli 1982 bis zum 10. Dezember 1983 de facto Staatspräsident der Republik Argentinien.

## Leben
Bignone genoss eine Ausbildung am Colegio Militar de la Nación und schlug die militärische Laufbahn ein. Er war einer der führenden Köpfe des Militärputsches vom 24. März 1976, der die argentinische Militärdiktatur einleitete, und an etlichen Verbrechen beteiligt. General Bignone wurde am 1. Juli 1982 Chef der Militärjunta, nachdem sein Vorgänger Leopoldo Galtieri nach der Niederlage Argentiniens im Falklandkrieg gegen Großbritannien zurückgetreten war. Seine Regentschaft dauerte nicht lange, denn nach der Niederlage im Krieg um die Falklandinseln wurde der Ruf nach Demokratie in der Bevölkerung immer lauter. General Bignone versuchte, Stück für Stück zur Demokratie zurückzukehren, gleichzeitig aber durch eine entsprechende Gesetzgebung (Ley de Pacificación Nacional vom 23. September 1983) zukünftige Untersuchungen zu den Menschenrechtsverletzungen zu verhindern, die während der Militärdiktatur 1976–1983 geschehen waren. Damals war ein Schmutziger Krieg gegen die Opposition geführt worden. Dieses Ansinnen wurde allerdings von den politischen Parteien zurückgewiesen, was den Weg für Prozesse gegen die Junta-Generäle eröffnete, die nach der Militärherrschaft vom am 10. Dezember 1983 vereidigten demokratisch gewählten Präsidenten Raúl Alfonsín eingeleitet wurden. Bereits am 22. Dezember 1983, 12 Tage nach der Machtübergabe, wurden Ermittlungen gegen Bignone wegen Kidnappings eingeleitet. Er kam zwischenzeitlich in Untersuchungshaft, wurde dann wieder freigelassen und schließlich 1985 in einem Verfahren zur Freiheitsberaubung von zwei Regimegegnern verurteilt. Im Verfahren gegen die Juntas im Jahr 1985 wurde Bignone allerdings im Gegensatz zu den Oberbefehlshabern der ersten drei Juntas nicht angeklagt. Allerdings wurde er auf Basis des Schlussstrichgesetzes von 1986 und des Gesetzes über die Gehorsamspflicht von 1987 nicht in Haft genommen.
Unter Carlos Menem wurden keine weiteren Verfahren wegen Verbrechen der Militärdiktatur angestrebt. Erst 1999 befasste sich die Justiz wieder mit der Entführung der Kinder von verschleppten oder ermordeten Eltern. In diesem Zusammenhang wurde auch Bignone vor Gericht gestellt und verurteilt. Aus Rücksicht auf sein hohes Alter wurde er jedoch nicht inhaftiert, sondern lediglich unter Hausarrest gestellt.

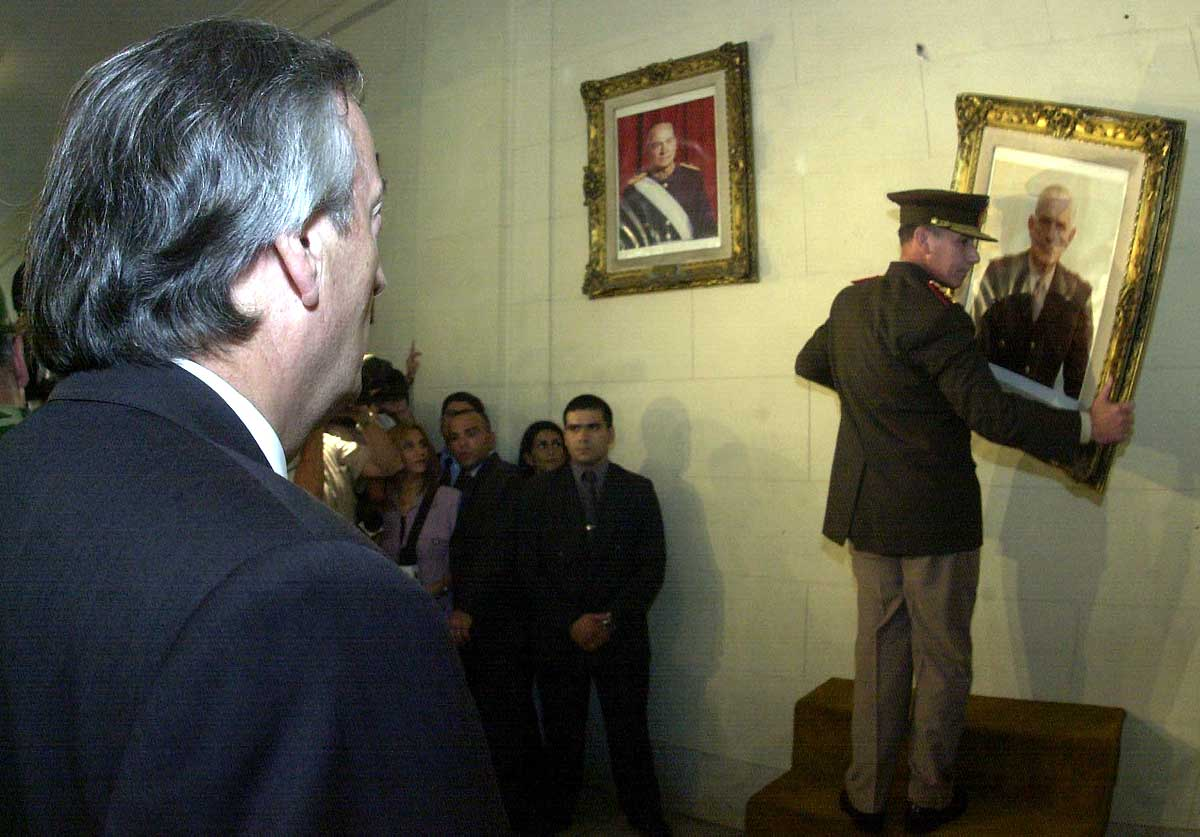
Abnahme von Bignones Bild im Colegio Militar de la Nación 2004 (links Kirchner)

Nach dem Regierungswechsel 2003 erhob Präsident Néstor Kirchner die gesellschaftliche und strafrechtliche Aufarbeitung der Diktaturverbrechen zur obersten Priorität. Am 24. März 2004 wurde in der nationalen Offiziershochschule Argentiniens, dem Colegio Militar de la Nación, im Beisein Kirchners das Bild Bignones abgenommen, das dort noch immer in einer Galerie unter den offiziellen Porträts gehangen hatte. Im März 2007 wurde Bignone festgenommen und anschließend in einer Militärbasis nahe Buenos Aires festgehalten; am 2. November 2009 wurde der Prozess gegen ihn eröffnet. Ein Bundesgericht in San Martín verurteilte Bignone am 20. April 2010 wegen Menschenrechtsverbrechen zu 25 Jahren Haft. Als ehemaliger Kommandant der Militärbasis Campo de Mayo, die während der Militärdiktatur ein Foltergefängnis enthielt, trage er Mitschuld an der Entführung, Folter und Ermordung von 56 Menschen. Zusammen mit Bignone wurden fünf Ex-Offiziere zu hohen Haftstrafen verurteilt.
Am 29. Dezember 2011 wurde Bignone wegen Menschenrechtsverletzungen erneut zu 15 Jahren Gefängnis verurteilt. Das Bundesgericht 2 in Buenos Aires befand den 83-Jährigen der Freiheitsberaubung an 15 Menschen im Krankenhaus Posadas im Osten der argentinischen Hauptstadt für schuldig. Bignone hatte wenige Tage nach dem Staatsstreich 1976 persönlich an der Spitze einer Truppe mit Hubschraubern und Panzern die militärische Besetzung des Krankenhauses angeführt. Der Direktor und weitere 14 Menschen sollen festgenommen und gefoltert worden sein. Elf Mitglieder des ärztlichen und administrativen Personals wurden während der Militärdiktatur (1976–83) ermordet. Die Morde wurden jedoch in einem anderen Prozess untersucht. Außer Bignone wurde auch der ehemalige Brigadier Hipólito Rafael Mariani zu acht Jahren Haft verurteilt.
Anfang Juli 2012 wurde Bignone gemeinsam mit Jorge Videla juristisch für den während der Militärdiktatur von 1976 bis 1983 verübten mehrfachen Kindesraub an inhaftierten Regimegegnern zur Verantwortung gezogen. Das Bundesgericht in Buenos Aires verhängte eine Gefängnisstrafe von 15 Jahren für Bignone. Ende Mai 2016 wurde er wegen der Beteiligung an mehr als einhundert Morden im Rahmen der Operation Condor zu einer zwanzigjährigen Haftstrafe verurteilt.
Bignone starb am 7. März 2018 in Buenos Aires in Haft. Er war der letzte noch lebende Oberbefehlshaber der Militärjunta.